# Inferioridade
Em física, inferioridade (símbolo B′) também chamado de beleza, é um sabor quântico refletindo a diferença no número entre antiquarks bottom (n
b
) e o número de quarks bottom (n
b
) que estão presentes nas partículas:
{\displaystyle B^{\prime }=-(n_{b}-n_{\bar {b}})}
Quarks bottom têm (por convenção) uma inferioridade de −1 enquanto que os antiquarks bottom têm uma inferioridade de +1. A convenção é de que o sinal para a inferioridade/beleza de quarks e antiquarks é igual ao da carga elétrica (símbolo Q) do quark (nesse caso, Q = 1⁄3).
Como com outros números de sabor quântico relatados, a inferioridade é preservada sobre a interação forte e interação eletromagnética, mas não sobre a interação fraca. Para reações fracas de primeira ordem, afirma-se que: {\displaystyle \Delta B^{\prime }=\pm 1}.
Esse termo é raramente usado. A maioria dos físicos simplesmente o referem como o "número de quarks bottom" e o "número de antiquarks bottom".